# Тунау
Тунау (нім. Tunau) — громада в Німеччині, знаходиться в землі Баден-Вюртемберг. Підпорядковується адміністративному округу Фрайбург. Входить до складу району Леррах.
Площа — 4,05 км2. Населення становить 181 ос. (станом на 31 грудня 2020).